# Flobart

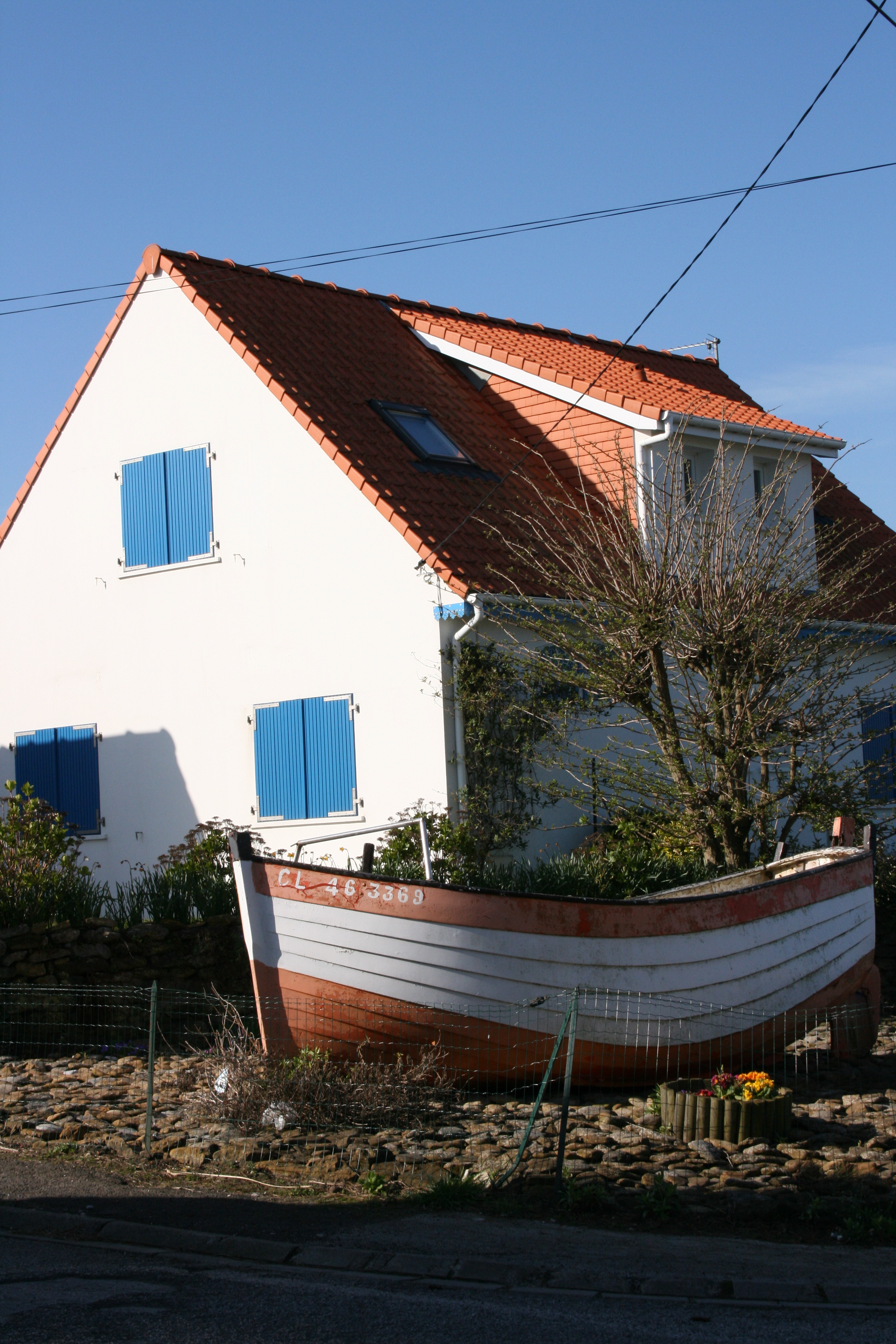
Flobart à Audresselles

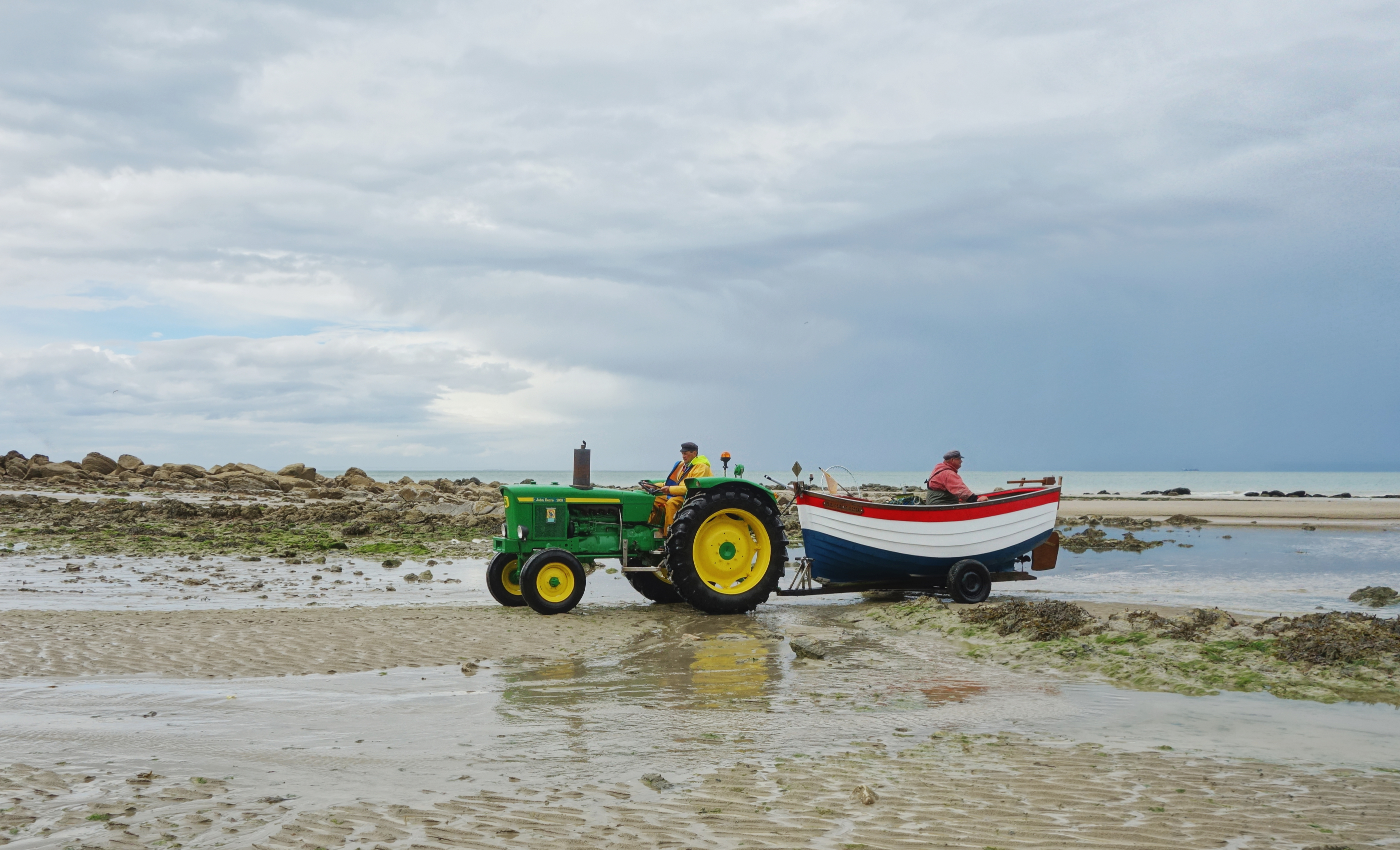
Traction d'un flobart au cap Gris-Nez

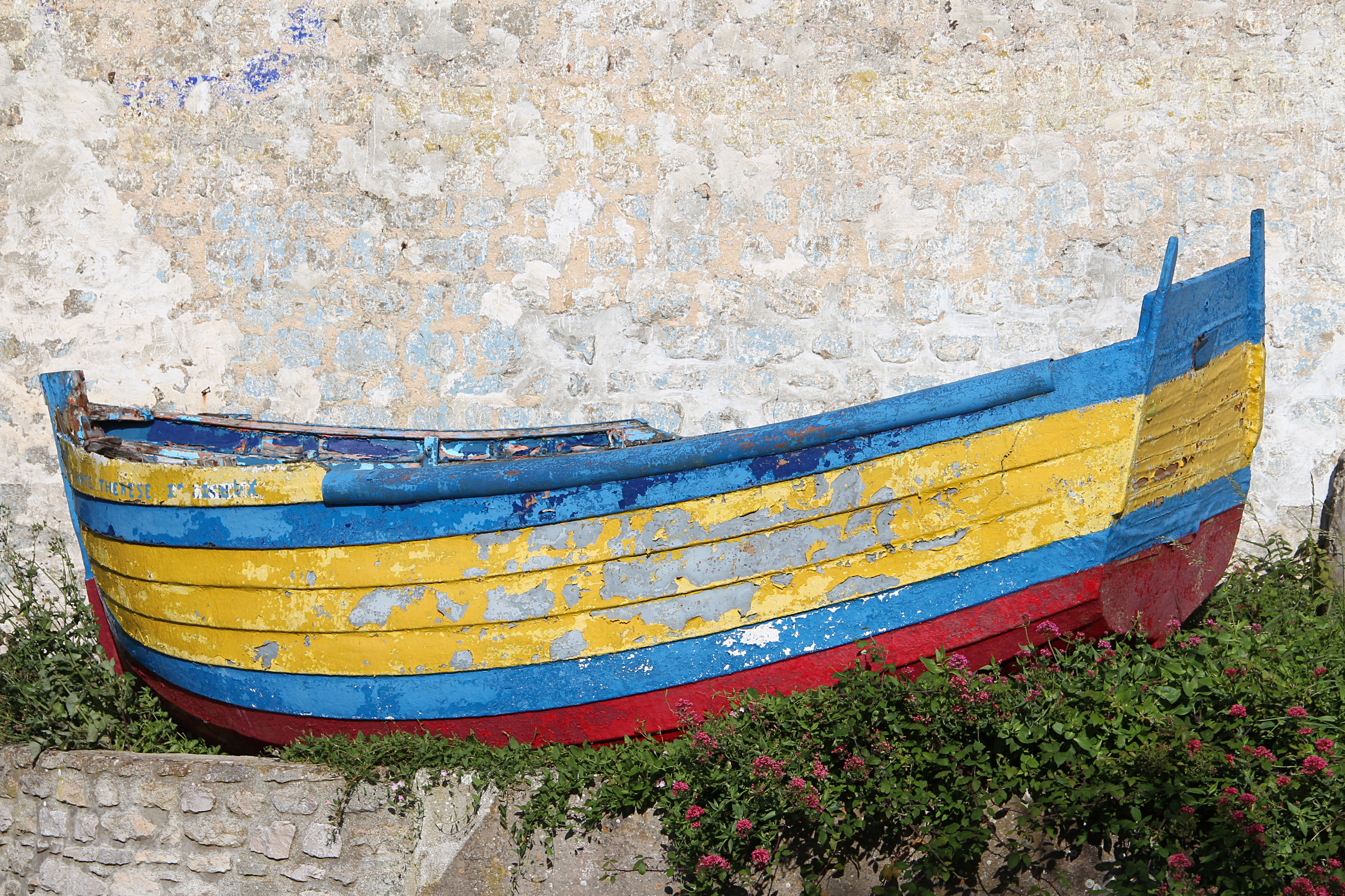
Flobart à Tardinghen

Le flobart (parfois écrit « flobard ») est un bateau d'échouage capable de flotter dans moins de trente centimètres d'eau et utilisé pour la pêche sur la Côte d'Opale de Berck à Calais jusqu'à la fin du XXe siècle, et notamment à Audresselles et à Wissant.
Avec une proue très large, il peut supporter le choc des déferlantes au moment de son déséchouage.
La poupe plate permet à deux hommes de le pousser avec le dos en s'arc-boutant pour le faire glisser sur des rondins posés sur la plage.

## Étymologie
L'origine du terme flobart / flobard est obscure et il ne semble pas attesté avant le XIXe siècle. On a proposé une étymologie par le néerlandais (flamand) vlotbaar « navigable », sans certitude cependant. Ce nom est vraisemblablement à rapprocher de celui de flambart, bateau d'origine normande.
Flober était, dans la campagne boulonnaise, « labourer superficiellement, en automne, après les récoltes, pour ouvrir la terre aux gelées d'hiver et extirper les mauvaise herbes ».
Le Flobart (parfois écrit flaubart dans ce livre) est un bateau qui « laboure » le sable de la plage quand on le tire sur le rivage et la mer quand il navigue. La plus ancienne trace écrite du terme flobart est retrouvée dans un testament du 17 mars 1632 ou il est mentionné un « flobar » utilisé par un propriétaire de moulin pour le transport de marchandises sur la Canche, sans plus de précision… 

## Principe constructif
Construit avec des gabarits amovibles selon une technique déjà utilisée par les Saxons, puis les constructeurs de drakkars scandinaves, le flobart est constitué de planches en bois d'orme cintrées et superposées assemblées par des rivets en cuivre, voir bordée à clins.

## Historique

Un « flobart d'or » figure sur le blason de la ville d'Audresselles

On trouve déjà une ressemblance des flobarts avec les bateaux des Vénètes (des gens du Morbihan) dans la Guerre des Gaules de Jules César, livre 3, chap. 14 :
« leur carène était beaucoup plus plate que celle de nos vaisseaux, pour qu'ils ne craignent pas de s'échouer ; leur proue et leur poupe étaient très relevées, en raison de la hauteur des vagues et de la violence des tempêtes ; le bateau était entièrement en chêne pour supporter les chocs et les fatigues ; les traverses, d'un pied d'épaisseur, étaient assujetties par des chevilles de fer (« claves ») de l'épaisseur d'un pouce… »
Au XIXe siècle, il naviguait encore essentiellement à la force des bras de ses dix rameurs, n'utilisant la voile que vent arrière. Ce n'est que sous le Second Empire, avec l'arrivée de la dérive rentrante inventée par les Américains, que les flobarts pourront remonter le vent.
Actuellement, les plaisanciers utilisent des flobarts en fibres et résine synthétiques, reproduisant la forme des anciens flobarts en bois.
Le flobard est un bateau, de 4,95 mètres de longueur, de 2,35 mètres de largeur et d'un poids d'un peu plus d'une tonne, il peut flotter dans 30 centimètres d'eau.

## Patrimoine
On peut encore voir d'authentiques flobarts en bois à Audresselles, exposés le long de la route départementale (rue Pierre de Wissant) et au musée de l'association « Flobarts des deux caps » à Wissant.
Tous les ans, à Wissant, une fête locale en son honneur est organisée : “la fête du flobart”. Elle se déroule autour d’une scène où défilent des groupes de musique sur le thème de la marine (tel que les vareuses porteloises par exemple). On y retrouve aussi de nombreux exposants (Charpentiers de marine, peintre, artisans locaux, SNSM -Sauveteur en mer,…). La fête se déroule sur 2 ou 3 jours selon les éditions, fin août, et se termine le dimanche après midi par un défilé de flobarts dans le village,.

## La «seconde vie» des flobarts: Les quilles en l'air
Typique des côtes du boulonnais est la reconversion après hâlage en haut de grève des bateaux de pêche (la plupart du temps du type flobart) en cabane pour les apparaux de pêche, voire en maisonnette d'habitation. Suivant les cas, le bateau pouvait être calé droit sur quille et recouvert d'un toit de bois goudronné ou de chaume ou carrément retourné quille en l'air (offrant ainsi aux intempéries sa partie la plus résistante) puis surélevé sur des murs faits de bois et parfois de pierres . Une porte et une ou deux fenêtres amélioraient l'habitabilité. Ce type de « maison » est dénommé quille en l'air dans le boulonnais. L'utilisation comme maison a cessé relativement récemment: En effet , durant les années 50, compte tenu des destructions de la 2° guerre mondiale les pêcheurs ont utilisé comme habitation temporaires ces quilles en l'air… et aussi des bunkers et des casemates construites par l'occupant allemand. De nos jours il s'agit surtout d'attractions touristiques préservées ou des gîtes ruraux insolites loués à des touristes aisés.